# Miles Kestrel
El Miles M.9 Kestrel fue un monoplano biplaza en tándem monomotor británico de los años 30, ideado como entrenador avanzado. Sólo se construyó un Kestrel, pero fue desarrollado en el Miles Master para la RAF y producido en grandes cantidades al comienzo de la Segunda Guerra Mundial.

## Diseño y desarrollo

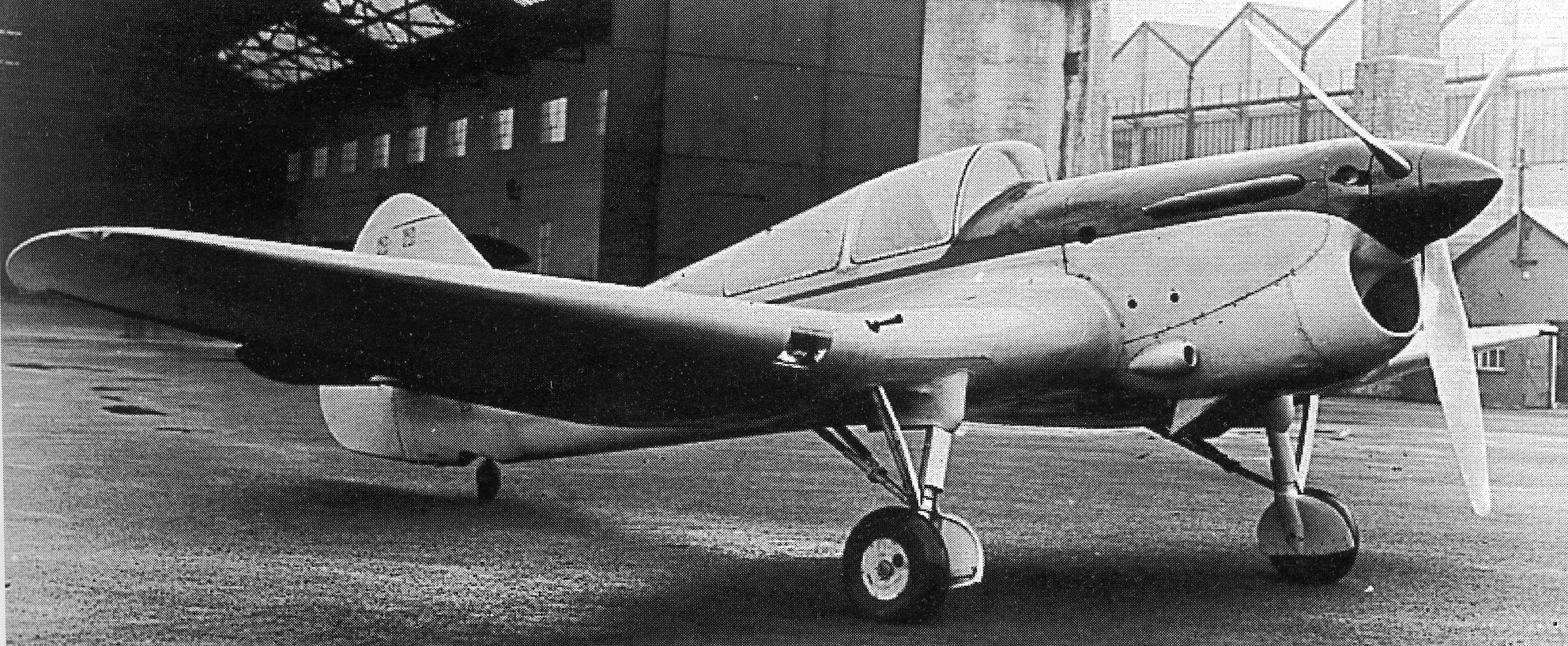
Kestrel U-5 en 1938.

El Kestrel fue el primer avión de alta potencia de Miles y era un monoplano aerodinámicamente limpio con alas y cola en voladizo. No quedó registrado si el nombre procedía de un ave de presa (kestrel, cernícalo), como muchos aviones diseñados por F. G. Miles, o por el motor Rolls-Royce Kestrel.
El Kestrel poseía alas gruesas, quizás influenciado por los experimentos realizados con el Miles Hawcon, con una relación cuerda-grosor en la raíz de alrededor del 23 %. Tenían la forma de gaviota invertida, con diedro negativo en la parte interior, pasando a diedro en la exterior. Las alas llevaban alerones inmediatamente por fuera de los flaps divididos de borde de fuga Miles en dos secciones, en cada ala. El tren de aterrizaje principal estaba unido al punto más bajo del ala, manteniendo cortas las patas; se retraían hacia atrás, rotando las ruedas hasta el plano de las alas. Se instaló una rueda de cola. Tanto el timón como los elevadores estaban compensados por plano y equipados con compensadores. El avión era enteramente de madera, con estructuras de abeto recubiertas de contrachapado de haya y de tela barnizada. El instructor y el alumno se sentaban en tándem bajo una cubierta de la carlinga simple de perspex, con el mínimo de armazón y paneles claros extra en los lados del fuselaje, por detrás del asiento trasero. El asiento delantero estaba ubicado a alrededor de mitad de la cuerda. El motor Kestrel de 556 kW (745 hp) movía una hélice tripala y poseía un radiador de barbilla bajo el morro.

## Historia operacional

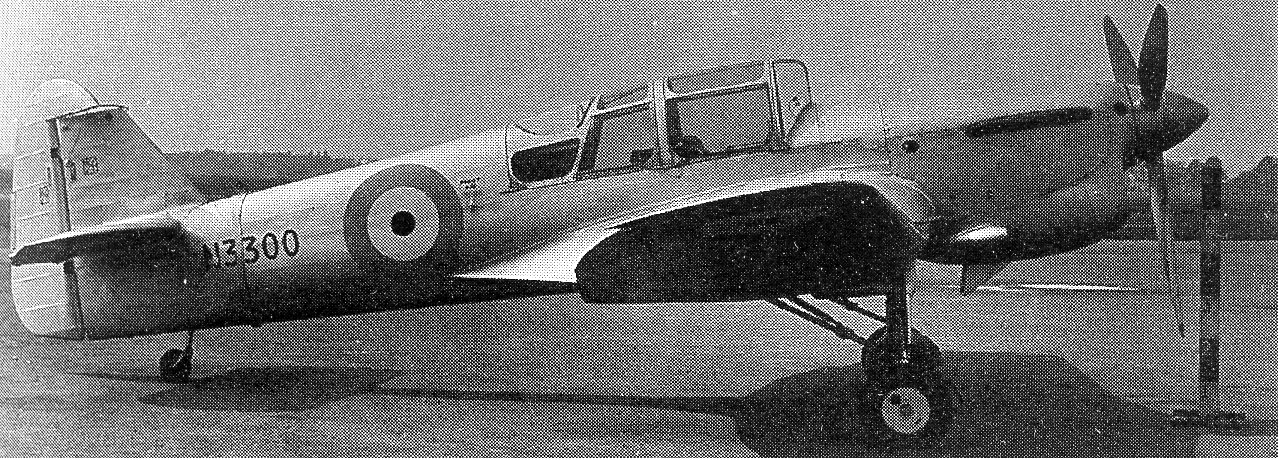
Kestrel con los colores de la RAF, N3300, febrero de 1939.

El único Kestrel (G-AEOC) fue construido como aventura privada, y voló por primera vez en mayo de 1937. El 26 de junio del mismo año, apareció en la muestra de RAF Hendon. Sus prestaciones eran notables para un entrenador; alcanzaba los 475 km/h a 4270 m (14 000 pies), sólo 25 km/h más lento que el contemporáneo Hawker Hurricane monoplaza, con su mucho más potente motor. El Kestrel no llevaba la misma carga militar, aunque había provisión para una única ametralladora Browning M1919 de 7,7 mm en el ala de estribor, por fuera del tren de aterrizaje, y para una cámara en la posición equivalente de babor. No hay registros de que se instalara esta ametralladora. También había provisión para ocho bombas de prácticas en dos soportes en la sección central.
Después del evento en Hendon, voló en las pruebas del fabricante, bajo las condiciones B (con colores de Clase B) como U-5, hasta que fue transferido a colores militares como N3300. Fue volado en pruebas en el Royal Aircraft Establishment en Farnborough, y por el Aeroplane & Armament Experimental Establishment en Boscombe Down. El 20 de agosto de 1941, fue dado de baja de la RAF, y, en 1943, fue desguazado en la base de Miles en el Aeródromo de Woodley.
El Kestrel no había sido construido para cubrir una especificación del Ministerio del Aire, y no entró inmediatamente en producción, siendo descrito por algunos como "prematuro". Sin embargo, en 1938, el De Havilland Don, que había ganado el contrato de la Especificación T.6/36 del Ministerio del Aire, demostró no ser adecuado para el servicio, por lo que los encargos se hicieron de un desarrollo de producción del Kestrel, llamado Miles Master. En la época, fue el mayor encargo realizado de un avión de entrenamiento de la RAF. El Master I poseía algunas diferencias evidentes respecto al Kestrel, como la forma del fuselaje trasero y la aleta, los compensadores del timón y de los elevadores, los cristales de la cabina y la reubicación del radiador, desde el morro al vientre, pero por lo demás, era similar.

## Operadores
Reino Unido
- Royal Aircraft Establishment

## Especificaciones
Referencia datos: Lukins y Russell, 1945

### Características generales
- Tripulación: Dos (instructor y alumno)
- Longitud: 9 m (29,5 ft)
- Envergadura: 11,9 m (39 ft)
- Altura: 2,9 m (9,4 ft)
- Superficie alar: 21,8 m² (234,7 ft²)
- Peso vacío: 1886 kg (4156,7 lb)
- Peso cargado: 2421 kg (5335,9 lb)
- Planta motriz: 1× motor lineal V12 refrigerado por líquido Rolls-Royce Kestrel XVI.
  - Potencia: 556 kW (767 HP; 756 CV)
- Hélices: Tripala

### Rendimiento
- Velocidad máxima operativa (Vno): 475 km/h (295 MPH; 256 kt) a 4270 m (14 000 pies)
- Velocidad crucero (Vc): 394 km/h (245 MPH; 213 kt) [2]

### Armamento
- Ametralladoras: 

  - Provisión para 1x M1919 de 7,7 mm

## Aeronaves relacionadas

### Secuencias de designación
- Secuencia M._ (interna de Miles): ← M.6 - M.7 - M.8 - M.9 - M.9A - M.11 - M.12 →